# 蟻川五二郎
蟻川 五二郎（ありかわ ごじろう、1904年11月21日 - 1989年7月23日）は、日本の経営者、銀行家。東京都新宿区出身。

## 経歴
1931年に東京帝国大学法学部法律学科を卒業し、同年に日本銀行に入行。
1955年5月に福岡銀行頭取に就任し、1973年11月に会長を経て、1977年12月には顧問に就任。1974年1月から1980年5月までに福岡商工会議所会頭を務めた。
1960年11月に藍綬褒章を受章し、1975年4月に勲二等瑞宝章を受章。
1989年3月22日心不全のために死去。84歳没。